# Борно
Борно је једна од држава Нигерије. Налази се на североистоку земље, а главни град државе је Мајдугури. Држава Борно је формирана 1976. године и има 4.588.668 становника (подаци из 2005). Најзначајније етничке групе у држави су Канури, Марги, Лонгуда и Хауса. Ово је једна од држава Нигерије у којима је уведен шеријатски закон. 